# Transrapid 04
Il Transrapid 04 è un treno a levitazione magnetica Transrapid basato sul principio dello statore corto. Fu realizzato nel gennaio 1974 come successore del Transrapid 02, come prova di velocità massima raggiungibile e con due rotaie. Rispetto al precedente Transrapid 02 si basava su due binari di reazione in alluminio. Dadurch ließ sich der Reaktionsschub verdoppeln, sowie eine flachere Bauform realisieren. L'altra forma precedente del Transrapid 02 (forma a T) si basava su una sola rotaia di reazione nel centro. Venne provato sul circuito di test di Allach-Untermenzing a Monaco di Baviera, lungo 2400 m e a forma di S, dallo stabilimento Krauss-Maffei fino a Bahnhof München-Ludwigsfeld. Il Transrapid 04 fu l'ultimo dei treni della serie a statore corto. Il treno successivo fu il Transrapid 05.

## Museo
Il Transrapid 04 è esposto al Technik Museum Speyer.

## Nei media
Nella serie poliziesca L'ispettore Derrick nella quarta stagione, nell'episodio n°6 andato in onda in Germania il 12 giugno 1977,  uno dei protagonisti è un ingegnere che lavora al progetto Transrapid 04. Si vede il personaggio alla guida del mezzo di trasporto ripreso all'interno in funzione, e anche all'arrivo in una stazione di prova.